# Dansk Folkeparti
Dansk Folkeparti (DF) är ett danskt nationalistiskt, konservativt och högerpopulistiskt politiskt parti som grundades den 6 oktober 1995 som en utbrytning ur Mogens Glistrups Fremskridtsparti.
Från 2001 till 2011 var Dansk Folkeparti stödparti till de vid den tiden regerande borgerliga partierna Venstre och Konservative Folkeparti. Under perioden 2015–2019 var partiet Danmarks näst största, med 37 mandat i Folketinget och 21,1 procent erhållet stöd i valmanskåren i valet 2015. I Europaparlamentsvalet 2014 blev Dansk Folkeparti största parti med 26,6 procent av rösterna och erhöll 4 mandat. Vid 2019 års folketingsval gick dock partiet starkt tillbaka och förlorade över hälften av röstetalet och mandaten.
I september 2015 hade partiet 17 000 partimedlemmar.

## Historia
Efter att Mogens Glistrup förlorade sin juridiska immunitet genom att ha förlorat sin plats i folketinget, och dömdes till fängelse på grund av skattebrott, valdes Pia Kjærsgaard till partiordförande i Fremskridtspartiet. Efter låga röstetal och Glistrups frisläppande splittrades Fremskridtspartiet och den 6 oktober 1995 bildades Dansk Folkeparti av Pia Kjærsgaard tillsammans med Kristian Thulesen Dahl, Poul Nødgaard och Ole Donner (alla från f.d. Fremskridtspartiet). Sedan partiets grundande och fram till 2012 var Pia Kjærsgaard frontfigur och partiordförande.
Dansk Folkeparti gjorde sin valdebut i det danska valet 1998 då man vann 13 mandat (7,4 procent). I valet 2001 gick partiet fortsatt framåt och vann 22 mandat (12 procent) och därmed tredje största partiet i folketinget. Partiet stödde den liberal-konservativa koalitionsregeringen, som leddes av statsminister Anders Fogh Rasmussen. I utbyte skulle regeringen verkställa några av Dansk Folkepartis huvudfrågor, så som en striktare invandringspolitik. 
I valet 2005 gjorde partiet en mindre ökning till 13,2 procent och vann 24 mandat. Partiet fortsatte att öka i och med valet 2007, då partiet erhöll 25 mandat i Folketinget. I likhet med svenska Ny demokrati, men till skillnad från Sverigedemokraterna, är Dansk Folkeparti grundat från toppen (skapat som riksdagsparti) och har i samtliga kommunalval avsevärt lägre andel väljare än på riksnivå. Detta är något som partiet först på 00-talet börjat arbeta med och sedan 2007 partiets viktigaste interna fråga.

## Politisk profil
Dansk Folkeparti beskrev sig inledningsvis som ett intresseparti men har alltmer kommit att formulera en dansk-nationalistisk, anti-EU ideologi. Partiet har i både dansk och utländsk media också benämnts som högerpopulistiskt. I andra fall har Dansk Folkeparti beskrivits som högerextremt.
Mellan 2001 och 2011 stödde partiet regeringarna Anders Fogh Rasmussen och Lars Løkke Rasmussen, som bestod av Venstre och de Konservative. På grund av valresultatet var de två regeringspartierna beroende av Dansk Folkeparti för att kunna styra landet.
Pia Kjærsgaard har genom sin ovanliga rättframhet oavsett fråga, varit av enorm betydelse för partiets existens. Andra kända företrädare är de båda prästkusinerna Søren Krarup och Jesper Langballe, EU-parlamentsledamoten Morten Messerschmidt samt partiets gruppledare i folketinget Peter Skaarup.
I mars 2014 uttryckte partiets utrikespolitiske talesman Søren Espersen att man borde respektera resultatet av den kontroversiella folkomröstningen på Krim, alltså halvöns anslutning till Ryssland. Därmed sällade sig DF till Putin-vänliga västeuropeiska partier som franska Front National, till skillnad från exempelvis Sverigedemokraterna.

## Dagspolitiska frågor
Partiet verkar för
- att kraftigt reglera invandringen, särskilt invandringen från icke-västeuropeiska länder,
- att förbättra äldreomsorgen,
- att motverka minskningen av Danmarks suveränitet gentemot EU,
- att värna den danska monarkin och den nuvarande konstitutionen,
- att höja straffen för våldtäkt, misshandel och vårdslöshet i trafiken,
- att motverka uppkomsten av ett mångkulturellt samhälle i Danmark,
- att öka forskningen om terrorism, islamism och kalla kriget samt
- att behålla det nuvarande statskyrkosystemet.

## Valresultat
| Folketingsval | Röster  | Procent | Mandat | ±   |
| ------------- | ------- | ------- | ------ | --- |
| 1998          | 252.429 | 7,4 %   | 13     | +13 |
| 2001          | 413.987 | 12,0 %  | 22     | +9  |
| 2005          | 444,947 | 13,3 %  | 24     | +2  |
| 2007          | 479.532 | 13,9 %  | 25     | +1  |
| 2011          | 436.726 | 12,3 %  | 22     | -3  |
| 2015          | 742.094 | 21,1 %  | 37     | +15 |
| 2019          | 308.513 | 8,7 %   | 16     | -21 |
| 2022          | 93.428  | 2,6 %   | 5      | -11 |

### Europaparlamentsval
| Europaparlamentsval | Röster  | Procent | Mandat | ±  |
| ------------------- | ------- | ------- | ------ | -- |
| 1999                | 114.865 | 5,8 %   | 1      | +1 |
| 2004                | 128.789 | 6,8 %   | 1      | ±0 |
| 2009                | 357.942 | 15,3 %  | 2      | +1 |
| 2014                | 605.766 | 26,6 %  | 4      | +2 |
| 2019                | 296.978 | 10,8 %  | 1      | -3 |